# Janina Gerkens
Janina Gerkens (* 1975 in Buxtehude) ist eine deutsche Filmeditorin.

## Leben
Janina Gerkens wurde ab 2002 als Schnitt-Assistentin tätig. Seit 2008 ist sie als selbständige Filmeditorin aktiv. Zu ihren Arbeiten gehören eine Reihe von Fernsehfilmen wie Episoden der Krimireihe Helen Dorn. Für ihre Arbeit beim Drama Die Freibadclique wurde sie 2018 mit dem Preis der Deutschen Akademie für Fernsehen geehrt.

## Filmografie (Auswahl)
- 2012: Die Kirche bleibt im Dorf
- 2013–2014: Die Kirche bleibt im Dorf (Fernsehserie, 7 Folgen)
- 2014: Die Pilgerin
- 2015: Täterätää! – Die Kirche bleibt im Dorf 2
- 2016: Polizeiruf 110: Sumpfgebiete
- 2016: Helen Dorn: Gefahr im Verzug
- 2016: Helen Dorn: Die falsche Zeugin
- 2017: Helen Dorn: Gnadenlos
- 2017: Die Freibadclique
- 2017: Helen Dorn: Verlorene Mädchen
- 2019: Bonnie & Bonnie
- 2019: Hüftkreisen mit Nancy
- 2021: Tod von Freunden (Miniserie, 7 Folgen)
- 2021: Helen Dorn: Die letzte Rettung
- 2022: Helen Dorn: Das rote Tuch
- 2022: Sarah Kohr – Geister der Vergangenheit
- 2023: Theresa Wolff – Der schönste Tag
- 2024: Theresa Wolff – Dreck!
- 2025: Das gläserne Kind